# My Fair Lady (serie de televisión)
My Fair Lady (en hangul, 아가씨를 부탁해; romanización revisada, Agassileul Butaghae) también conocida en español como Mi bella dama y Por favor, cuide de mi preciosa señorita, es una serie de televisión surcoreana de comedia romántica emitida por KBS 2TV desde el 19 de agosto hasta el 8 de octubre de 2009, protagonizada por Yoon Eun Hye, Yoon Sang Hyun, Jung Il Woo y Moon Chae Won.

## Argumento
La historia refleja en Kang Hye Na, una chica terca y bastante egoísta, como si el mundo solo girara en torno a ella y los demás no importaran. Tiene la costumbre de tratar a los demás con palabras como cállate y piérdete, pese a tener una gran vida como chica rica y hermosa, pero lo que no esperaba es que su abuelo contratara a un chico como su nuevo mayordomo: Seo Dong Chan, que aparentemente se ve como una persona incapaz de hacer algo malo, pero que en realidad pretende enamorar a Hye Na para que ella le ayude financieramente a pagar una deuda pendiente con unos mafiosos, lo que al principio le resultará difícil por el odio que Hye Na tiene hacia él, sin embargo el verdadero amor llegará a la vida de Dong Chan cuándo en su intento por enamorar a Hye Na, comience a sentir algo especial y sincero por ella.

## Reparto

### Personajes principales
- Yoon Eun Hye como Kang Hye Na.
- Yoon Sang Hyun como Seo Dong Chan.
- Jung Il Woo como Lee Tae Yoon.
- Moon Chae Won como Yeo Eui Joo.

### Personajes secundarios
- Lee Jung Gil como Kang Man Ho.
- Kim Myung Kook como Kang Chul Goo.
- Yoon Ye Hee como Jo Mi Ok.
- Jang Ah Young como Kang Soo Ah.
- Wang Suk Hyun como Kang Soo Min.
- Kim Seung Wook como Jang Geun Soo.
- Park Hyun Sook como Jang Min Hwa.
- Kim Young Kwang como Jung Woo Sung.
- Jo Hyun Kyu como Jang Dong Gun.
- Shin Ki Hyun como Lee Byung Hun.
- Lee Ga Hyun como Lee Jin Joo.
- Han Tae Young como Lee Sun Joo.
- Yoon Joo Young como Lee Mi Joo.
- Kwon Ki Sun como Kim Seung Ja.
- Kim Ik como Park Soo Ha.
- Kwon Se In como Jeong Sik.
- Song Joong Ki como Mayordomo.
- Han Ji Hoo como Amigo de Hye Na.
- Heo Tae Hee.
- Chae Byung Chan.

## Recepción

### Audiencia
| Ep. #    | Fecha de emisión         | Share        | Share        |
| Ep. #    | Fecha de emisión         | TNmS Ratings | TNmS Ratings |
| Ep. #    | Fecha de emisión         | Nacional     | Seúl         |
| -------- | ------------------------ | ------------ | ------------ |
| 1        | 19 de agosto de 2009     | 17.4         | 17.7         |
| 2        | 20 de agosto de 2009     | 16.3         | 16.7         |
| 3        | 26 de agosto de 2009     | 16.4         | 16.9         |
| 4        | 27 de agosto de 2009     | 17.4         | 17.9         |
| 5        | 2 de septiembre de 2009  | 14.9         | 14.5         |
| 6        | 3 de septiembre de 2009  | 15.1         | 14.7         |
| 7        | 9 de septiembre de 2009  | 14.4         | 14.6         |
| 8        | 10 de septiembre de 2009 | 14.6         | 14.7         |
| 9        | 16 de septiembre de 2009 | 13.8         | 14.1         |
| 10       | 17 de septiembre de 2009 | 14.3         | 14.5         |
| 11       | 23 de septiembre de 2009 | 13.6         | 14.1         |
| 12       | 24 de septiembre de 2009 | 15.0         | 15.2         |
| 13       | 30 de septiembre de 2009 | 14.8         | 15.2         |
| 14       | 1 de octubre de 2009     | 14.1         | 14.5         |
| 15       | 7 de octubre de 2009     | 16.1         | 16.3         |
| 16       | 8 de octubre de 2009     | 19.0         | 19.4         |
| Promedio | Promedio                 | 15.5%        | 15.7%        |

### Premios y nominaciones
| Año  | Premio           | Categoría                                       | Nominado                      | Resultado |
| ---- | ---------------- | ----------------------------------------------- | ----------------------------- | --------- |
| 2009 | KBS Drama Awards | Premio a la excelencia, actor en una miniserie  | Yoon Sang Hyun                | Nominado  |
| 2009 | KBS Drama Awards | Premio a la excelencia, actriz en una miniserie | Yoon Eun Hye                  | Nominado  |
| 2009 | KBS Drama Awards | Mejor nuevo actor                               | Jung Il Woo                   | Nominado  |
| 2009 | KBS Drama Awards | Mejor nueva actriz                              | Moon Chae Won                 | Nominado  |
| 2009 | KBS Drama Awards | Mejor actor joven                               | Wang Seok Hyeon               | Nominado  |
| 2009 | KBS Drama Awards | Premio a la popularidad, Actor                  | Yoon Sang Hyun                | Ganador   |
| 2009 | KBS Drama Awards | Premio a la popularidad, Actriz                 | Yoon Eun Hye                  | Ganador   |
| 2009 | KBS Drama Awards | Mejor Pareja                                    | Yoon Sang Hyun y Yoon Eun Hye | Ganador   |

## Banda sonora
| Track listing |                                                                        |                |          |  |
| N.º           | Título                                                                 | Artista        | Duración |  |
| 1.            | «Hot Stuff»                                                            | Davichi        | 3:41     |  |
| 2.            | «사랑은 어쩔 수 없네요» (Sarangeun eojjeol su eobsneyo)                | Yoon Sang Hyun | 3:59     |  |
| 3.            | «Dash Girl»                                                            | Yoon Eun Hye   | 3:25     |  |
| 4.            | «마음을 부탁해» (Maeumeul butakhae)                                    | Jung Jae Wook  | 4:19     |  |
| 5.            | «내 사랑을 부탁해» (Nae Sarangeul Butakhae)                            | Na Yoon Kwon   | 3:43     |  |
| 6.            | «Lady 스윙» (Lady Seuwing [Swing])                                     | Jo Yoon Jung   | 1:25     |  |
| 7.            | «숨겨진 이야기» (Somgyejin iyagi)                                      | Jo Yoon Jung   | 2:19     |  |
| 8.            | «아가씨를 부탁해 - Tango» (Ahassireul butakhae)                        | Jo Yoon Jung   | 3:20     |  |
| 9.            | «Hot Stuff - Instrumental»                                             | Jo Yoon Jung   | 2:02     |  |
| 10.           | «사랑은 어쩔 수 없네요 - Instrumental» (Sarangeun eojjeol so eobsneyo) | Jo Yoon Jung   | 3:59     |  |
| 11.           | «Dash Girl - Instrumental»                                             | Yoon Eun-hye   | 3:25     |  |
| 12.           | «마음을 부탁해 - Instrumental» (Maeumeul butakhaeyo)                   | Jo Yoon Jung   | 4:19     |  |
| 13.           | «내 사랑을 부탁해 - Instrumental» (Nae sarangeul butakhae)             | Jo Yoon Jung   | 3:42     |  |

## Emisión internacional
- China: Hunan TV (2010).
- Costa Rica: Canal 9 (2013).[5]
- Cuba: Canal Habana (2013).
- Ecuador: Ecuavisa y Canal 2.
- El Salvador: TCS (2012).
- Emiratos Árabes Unidos: MBC4 (2013).
- Filipinas: ABS-CBN (2011).
- Guatemala: Guatevision.
- Hong Kong: Entertainment Channel (2010), J2 (2010) y TVB Jade (2012).
- Indonesia: RTV (2015).
- Japón: Eisei Gekijo (2010), TBS-TV (2011), BS-TBS (2011) y Lala TV (2011).[6][7]
- Malasia: 8TV (2010).
- México: Mexiquense TV (2013, 2014).
- Paraguay: Red Guaraní (2012)
- Perú: Panamericana Televisión (2011).[8]
- Tailandia: Channel 7 (2010, 2012).
- Taiwán: Videoland Drama (2010, 2013).
- Uruguay: Montecarlo (2016)